# Anagyrus ranchiensis
Anagyrus ranchiensis is een vliesvleugelig insect uit de familie Encyrtidae. De wetenschappelijke naam is voor het eerst geldig gepubliceerd in 1984 door Shamim & Shafee.